# Gandhara

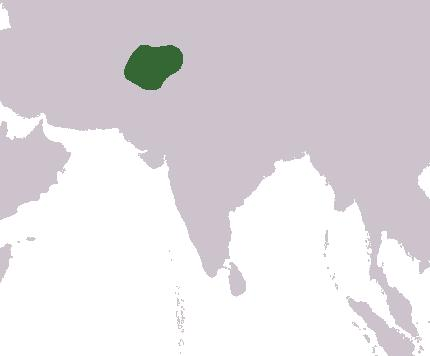
Region Gandhara, als grün eingezeichnete Fläche

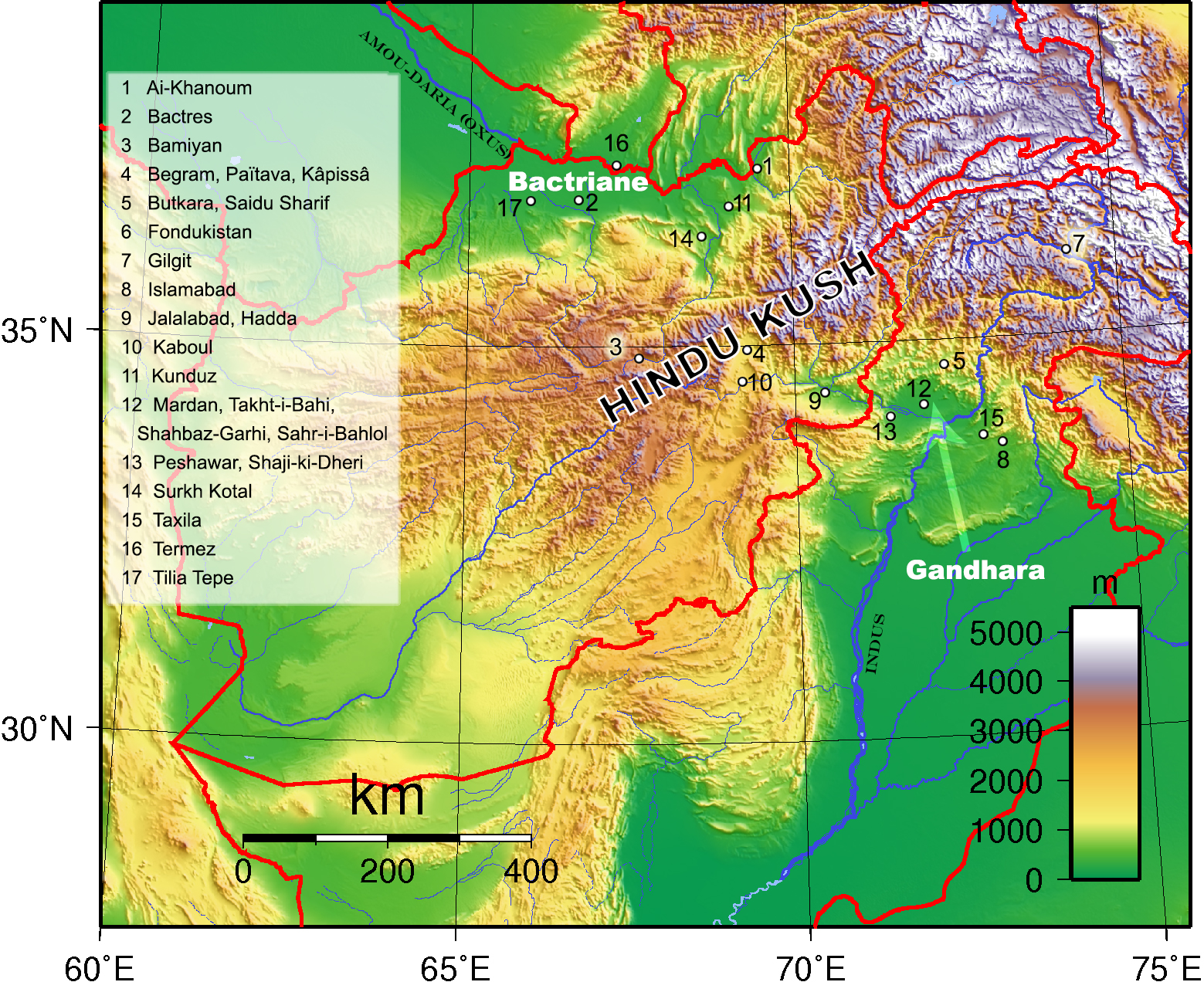
Städte in Gandhara (südöstlich des Hindukusch) und in Baktrien (nördlich)

Gandhāra war eine antike Region um die Stadt Peschawar, die heute das Grenzgebiet zwischen Afghanistan und Pakistan bildet. Das Zentrum lag an den Flüssen Swat und Kabul, Zuflüssen des Indus. Die besonders wichtige Stadt Taxila lag östlich des Indus hin zu den Margalla-Hügeln (Wah-Distrikt).

## Geschichte

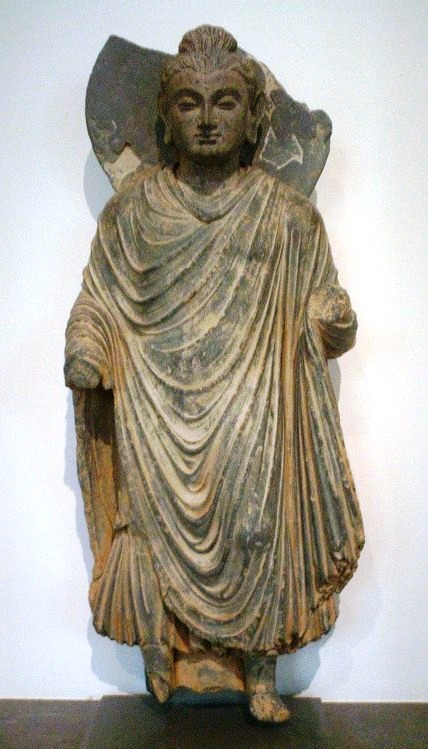
Buddha im Gandhara-Stil. 1.–3. Jahrhundert n. Chr.

Ab der Mitte des 1. Jahrtausends v. Chr. war Gandhāra eine der 21 Satrapien (Provinzen) des Perserreiches der Achämeniden. Die größten Städte waren Taxila (35 km nordwestlich des heutigen Islamabad), von Dareios I. (549–486 v. Chr.) zur Hauptstadt erhoben, und Peschawar. Nachdem Alexander der Große (356–323 v. Chr.) schon weite Teile des früheren Perserreiches erobert hatte, nahm er im Jahr 326 v. Chr. auch Taxila ein, dessen Herrscher sich ihm kampflos ergab.
Nach dem Tod Alexanders zerfiel sein Weltreich bald in eine Vielzahl kleinerer Nachfolgereiche (Diadochen), von denen sich in Asien vor allem das Seleukidenreich durchsetzte. Zugleich wuchs der Einfluss der indischen Maurya-Dynastie unter ihrem Gründer Chandragupta Maurya, der Gandhara seinem Reich einverleibte. Mitte des 3. Jahrhunderts v. Chr. verbreitete sich unter Ashoka der Buddhismus in der Region von Gandhara. Danach lag Gandhara bis ins 1. Jahrhundert v. Chr. im Einflussbereich der griechischen Könige Baktriens, dann der persischen Parther, die gleichzeitig im Süden des indischen Subkontinents eine Kolonie errichteten. Die Saken, die sich zu dieser Zeit im Gebiet des heutigen Kandahar angesiedelt hatten und mit den ansässigen iranischen Arachosiern verschmolzen, wurden zu Vasallen der Parther. Sich den parthisch-römischen Konflikt zunutze machend bauten die Arachosier ihren Machtbereich aus, indem sie im Indus-Becken die Nachfolge der Indo-Griechen antraten, die zuvor vor den Saken nach Ost-Iran (heute North-West-Frontier am Suleiman-Gebirge im südöstlichen Hindukusch) geflüchtet waren und die heimischen Inder vertrieben hatten.
Im 1. Jahrhundert n. Chr. (etwa 50 oder 70) wurde Gandhara Zentrum des Kuschana-Reiches der Yuezhi (Indo-Skythen, womöglich aus der chinesischen Nord-Provinz Gansu), deren Hauptstadt sich in der Nähe des heutigen Kabul befand. Unter dem Druck des Sassanidenreiches schwand der Einfluss der Kuschana. Um 330 entstand das Gupta-Reich, das im frühen 6. Jahrhundert mit der Eroberung des Gebiets durch die sogenannte Alchon-Gruppe (die nicht einfach mit den Hephthaliten, den weißen Hunnen des Prokopios von Caesarea, gleichzusetzen sind, siehe Iranische Hunnen) unterging. Diese vertrieben die Gandharer aus dem Gebiet. Das verbliebene Kuschana-Reich war bereits weitgehend im Sassanidenreich aufgegangen („Kuschano-Sassaniden“), die sich zeitweilig Gandhara zurückholten. Dabei vermischten sich die Gandharer, aus Indo-Griechen, Saken und Arachosiern hervorgegangen, mit den Baktrier-Kuschanen und Persern. Zu dieser Zeit sprachen sie bereits seit längerem das altpersische Alt-Dari, Mekhi genannt. Diese Entwicklung ist den Kuschanen und den Sassaniden zuzuschreiben.

## Kunst und Kultur

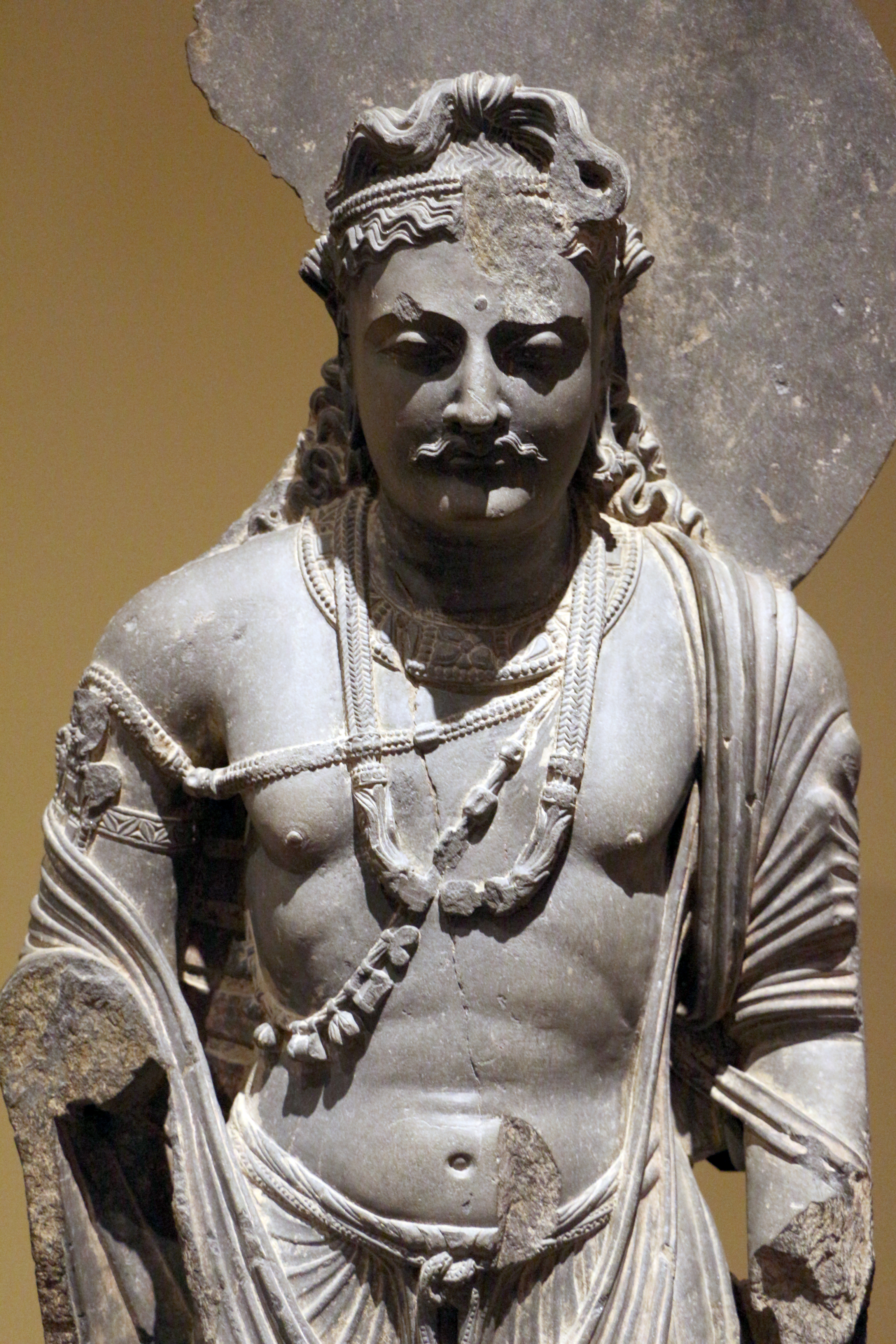
Eine Bodhisattva-Skulptur aus der Kuschanperiode

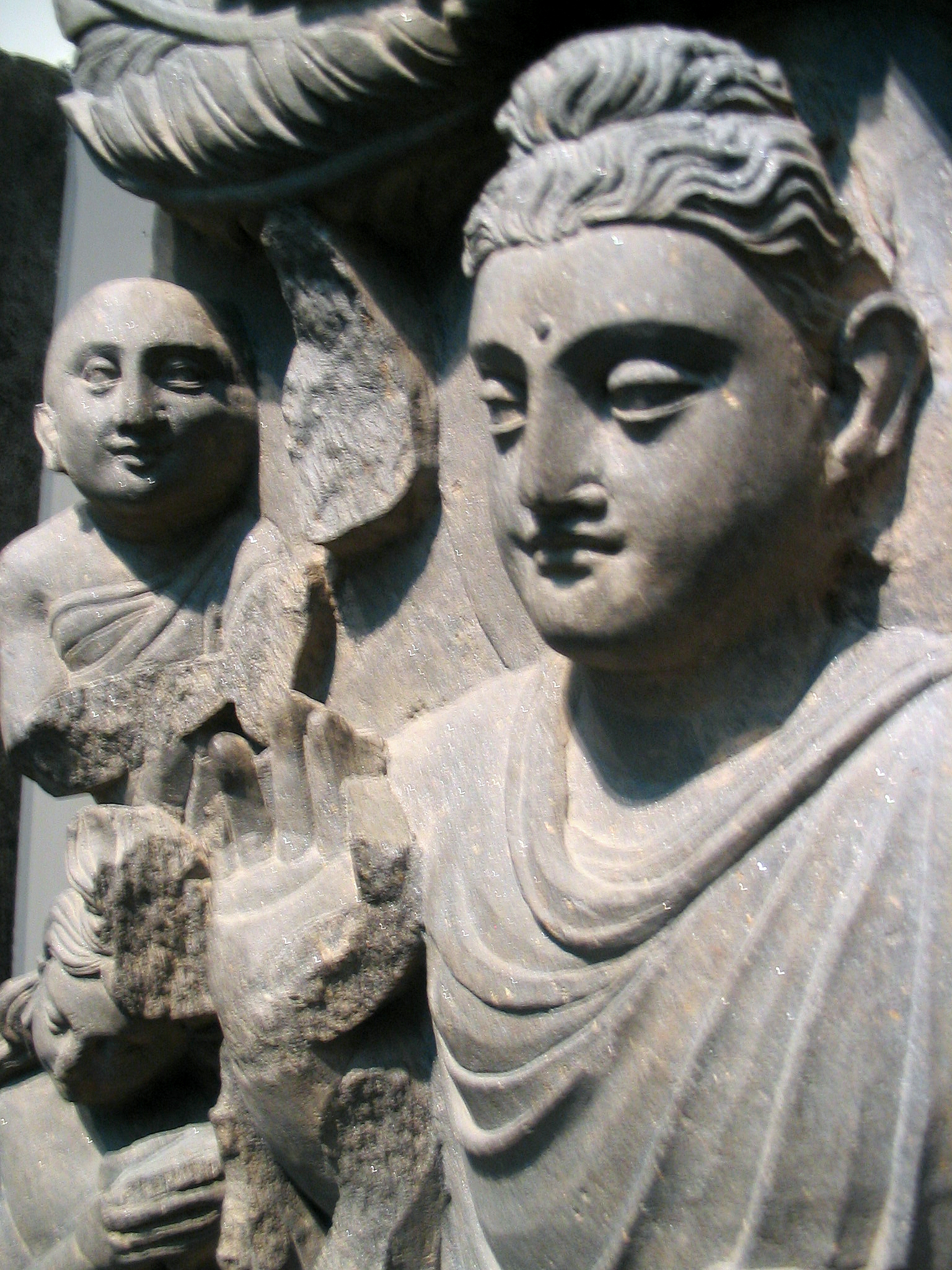
Vier Szenen aus dem Leben Buddhas (Detail), spätes 2. oder frühes 3. Jahrhundert n. Chr., Sackler Gallery, Smithsonian Institution

Gandhāra ist für den ausgeprägten Gandhāra-Stil in der buddhistischen Kunst bekannt, einer Nachwirkung des graeco-buddhistischen Synkretismus, der indische und hellenistische Einflüsse sowie jene der Perserreiche in den Jahrhunderten nach Alexander des Großen Eroberungen in Zentralasien um 330 v. Chr. miteinander verschmolz.
In Gandhāra wurden im 1. Jahrhundert n. Chr. von den Kuschānen die ersten Darstellungen des Buddha in menschlicher Gestalt auf Münzen und als Statuen angefertigt – zuvor waren ausschließlich symbolische Darstellungen (zum Beispiel Stupa, Dharmachakra und Bodhi-Baum) üblich gewesen. Diese Skulpturen wurden zu Vorbildern aller späteren Darstellungen des Buddha.
Die frühesten buddhistischen Manuskripte, die zugleich die ältesten indischen sind, wurden in Gandhāra gefunden (siehe Gandhāra-Schriften). Die Sprache dieser Zeit, das Gandhari, stammte vom Prakrit ab und war mit dem Sanskrit verwandt. Sie wurde in der Kharoshthi-Schrift geschrieben. Mit der Herrschaft der Kuschāno-Sassaniden wurde Gandhāri von Mekhi abgelöst.
Blütezeit des Gandhāra-Stils war die Zeit ab dem 1. Jahrhundert unter der Kushāna-Dynastie bis zur Invasion der Weißen Hunnen im 5. Jahrhundert. Ausgehend von Gandhāra fand der Buddhismus über die Seidenstraße seinen Weg nach Ostasien, nach China und in der Folge nach Korea und Japan.
Von Gandhāra wird auch angenommen, dass hier der mystische Dhanakosha-See liegt, der Geburtsort von Padmasambhava, dem Begründer des Buddhismus in Tibet. Die Kagyü-Linie bringt den See mit dem Andan-Dheri-Stupa in Verbindung, der in der Nähe der Kleinstadt Uchh bei Chakdara im unteren Swat-Tal steht. Von ihm wird gesagt, in seiner Basis entspringe eine Quelle, die den See speist. Archäologen haben den Stupa gefunden, aber keine Quelle und keinen See.
Die spätere buddhistische Kultur im Bamiyan-Tal, das weiter nördlich im Zentrum des heutigen Afghanistan liegt, mit ihren weltbekannten 35 und 53 Meter hohen Buddha-Statuen wurde durch den Gandhāra-Stil wesentlich beeinflusst. Die Statuen sind im 5. bis 6. Jahrhundert n. Chr. in eine Felswand aus rotem Sandstein gehauen worden, hatten Togen im graeco-buddhistischen Stil und waren mit kostbaren Steinen verziert.

## Film
- Legenden, Klöster, Paradiese. Pakistans bedrohtes buddhistisches Erbe. Fernseh-Feature, Deutschland, 2008, 4:48 Min., Regie: Ulrike Becker, Claudia Kuhland, Produktion: WDR, ttt - titel thesen temperamente, Erstsendung: 30. November 2008